# Mirror (Alberta)
Mirror es una aldea en el condado de Lacombe en el centro de Alberta, Canadá.  Está ubicado en el cruce de la Carretera 50 y la Carretera 21, aproximadamente 42 kilómetros este de Lacombe y 52,2 kilómetros al noreste de Red Deer.
Fundado en 1870, Mirror se incorporó como pueblo el 12 de julio de 1912 y permaneció como tal hasta el 1 de enero de 2004, cuando se disolvió para convertirse en una aldea bajo la jurisdicción del condado de Lacombe.

## Demografía
Como lugar designado en el Censo de Población de 2016 realizado por Statistics Canada, Mirror registró una población de 502 viviendo en 240 de sus 261 viviendas privadas totales, un cambio de 7,3% con respecto a su población de 2011 de 468. Con una superficie de terreno de 2,3 km² (0,9 mi²), tenía una densidad de población de 218,3/km en 2016.
Como lugar designado en el censo de 2011, Mirror tenía una población de 468 habitantes que vivían en 225 de sus 256 viviendas totales, un cambio de -2,7% con respecto a su población de 2006 de 481. Con una superficie de terreno de 2,34 km² (0,9 mi²), tenía una densidad de población de 200,0/km en 2011.

## Historia

### Lamerton
Lamerton comenzó como el puesto comercial del lago Buffalo en 1892. Estaba situado en la esquina S.E. del 1/4-33-40-22 del N.E., justo al norte del arroyo que une el lago Spotted con el lago Buffalo. La oficina de correos se abrió en 1893 y el primer destacamento de la N.W.M.P. se abrió hacia 1895. La policía estuvo allí hasta 1897 y luego se fue. En 1902 y 1903 un alguacil Vernon fue estacionado en Lamerton pero no hay más registros del destacamento. En 1907 había una gran tienda de comestibles y productos secos, una caballeriza, una ferretería, una confitería, una herrería, una cremería, una iglesia y un hotel. La mayoría de estos edificios se trasladaron o se vendieron después de que el Grand Trunk Pacific Railway decidiera construir su casa de máquinas en Mirror. Los únicos edificios que quedan en el antiguo emplazamiento del pueblo son una casa y un cuartel de policía que se trasladaron juntos para hacer una casa de campo.

### Establecimiento
En 1911, el Grand Trunk Pacific Railway construyó un ramal desde el sur de Alberta para conectar Edmonton y Calgary, pasando su ferrocarril por Tofield, hasta Camrose, al oeste de Buffalo Lake, cruzando el río Red Deer, hacia Trochu, Three Hills, Beiseker y el suroeste de Calgary. También se esperaba que el ferrocarril pasara por el puesto comercial de Lamerton. También se esperaba que el ferrocarril pasara por el puesto comercial de Lamerton. Sin embargo, se encontraron con dificultades a la hora de comprar el terreno y construyeron su punto de división dos millas al sur. Esto dio lugar a la creación del pueblo de Mirror. La construcción del ferrocarril en Mirror provocó el rápido abandono de Lamerton, trasladándose sus habitantes y muchos de sus edificios a Mirror.

### Llegada del ferrocarril
En 1912, muchos edificios se trasladaron al nuevo emplazamiento de la ciudad, que incluía una oficina de correos, una ferretería, una droguería, un aserradero, un restaurante y el Hotel Imperial. Había dos caballerizas y dos salones de billar. El Banco de Comercio de Lamerton y el Banco de Toronto abrieron sus puertas en Mirror.
El Dr. Meyers fue el médico del pueblo, seguido por el Dr. McLennan que ejerció la medicina en Mirror durante años. El Dr. Chown fue el último médico y sirvió a la comunidad durante 30 años.
El periódico The Mirror Journal, propiedad de C. Good, se imprimió durante un tiempo.
Mirror was known as the railway town, and employed a large number of railway employees. The Grand Trunk Pacific Railway became a part of the Canadian National Railway in 1920. Since then the line running through Mirror has been operated by CN.
La Iglesia anglicana, la Unida y la Católica atendieron las necesidades religiosas del pueblo durante muchos años. Al principio, los servicios católicos se celebraban en las casas locales. La iglesia anglicana, construida en 1895, precedió a Mirror, y la iglesia unida era la iglesia metodista de Lamerton.

### Declive
Con la introducción y la creciente popularidad de los motores diésel, ya no era necesario un punto de división entre Edmonton y Calgary, por lo que las instalaciones de Mirror quedaron obsoletas. La casa redonda acabó cerrándose y siendo arrasada. Todo el bullicio y la actividad que marcó el pueblo durante tantas décadas se fue apagando poco a poco, ya que la mayoría del personal ferroviario fue trasladado a otras zonas o se jubiló. Cuando los ferroviarios se marcharon, la economía local decayó, y el pueblo de Mirror se disolvió hasta convertirse en una aldea en 2004.

## Comodidades
- Buffalo Lake está ubicado 22 kilómetros al este.
- El área recreativa provincial de Narrows[9] es 10.2 kilómetros de Espejo.

## Origen del nombre
Mirror debe su nombre a un periódico sensacionalista británico, el Daily Mirror de Londres, Inglaterra.